# Liste des matchs de l'équipe d'Espagne de football par adversaire

Logo de l'équipe d'Espagne de football.

Cette liste présente les matchs de l'équipe d'Espagne de football par adversaire rencontré depuis sa création en 1920. À ce jour, l'Espagne a rencontré 75 adversaires.
- Haut – A
- B
- C
- D
- E
- F
- G
- H
- I
- J
- K
- L
- M
- N
- O
- P
- Q
- R
- S
- T
- U
- V
- W
- X
- Y
- Z

## A

### Afrique du Sud
| Date             | Lieu                         | Match                    | Score      | Compétition                                                   |
| 12 juin 2002     | Daejeon Corée du Sud         | Afrique du Sud - Espagne | 2-3        | Coupe du monde 2002 (match de groupe)                         |
| 20 juin 2009     | Bloemfontein Afrique du Sud  | Espagne - Afrique du Sud | 2-0        | Coupe des confédérations 2009 (Groupe A)                      |
| 28 juin 2009     | Rustenburg Afrique du Sud    | Espagne - Afrique du Sud | 3-2 (a.p.) | Coupe des confédérations 2009 (match pour la troisième place) |
| 19 novembre 2013 | Johannesbourg Afrique du Sud | Afrique du Sud - Espagne | 1-0        | Match amical                                                  |

Bilan partiel
- Total de matchs disputés : 4
- Victoires de l'équipe d'Espagne : 3
- Victoires de l'équipe d'Afrique du Sud : 1
- Matchs nuls : 0
- Buts marqués par l'Espagne : 8
- Buts marqués par l'Afrique du Sud : 5

### Albanie
| Date              | Lieu                          | Match             | Score | Compétition                                |
| 3 décembre 1986   | Tirana Albanie                | Albanie - Espagne | 1-2   | Qualifications pour l'Euro 1988            |
| 18 novembre 1987  | Séville Espagne               | Espagne - Albanie | 5-0   | Qualifications pour l'Euro 1988            |
| 19 décembre 1990  | Séville Espagne               | Espagne - Albanie | 9-0   | Qualifications pour l'Euro 1992            |
| 22 avril 1992     | Séville Espagne               | Espagne - Albanie | 3-0   | Qualifications pour la Coupe du monde 1994 |
| 22 septembre 1993 | Tirana Albanie                | Albanie - Espagne | 1-5   | Qualifications pour la Coupe du monde 1994 |
| 9 octobre 2016    | Shkodër Albanie               | Albanie - Espagne | 0-2   | Qualifications pour la Coupe du monde 2018 |
| 6 octobre 2017    | Alicante Espagne              | Espagne - Albanie | 3-0   | Qualifications pour la Coupe du monde 2018 |
| 26 mars 2022      | Cornellà de Llobregat Espagne | Espagne - Albanie | 2-1   | Match amical                               |
| 24 Juin 2024      | Düsseldorf Allemagne          | Albanie - Espagne | 0-1   | Euro 2024 (Groupe B)                       |

Le 18 décembre 1991, dans le cadre des éliminatoires de l'Euro 1992, le match Albanie - Espagne à Tirana fut annulé car cela n'aurait pas d'incidence sur le classement final.
Bilan
- Total de matchs disputés : 9
- Victoires de l'équipe d'Espagne : 9
- Victoires de l'équipe d'Albanie : 0
- Matchs nuls : 0
- Buts Marqués par l'équipe d'Espagne : 32
- Buts Marqués par l'équipe d'Albanie : 3

### Algérie
| Date         | Lieu              | Match             | Score | Compétition                           |
| 12 juin 1986 | Monterrey Mexique | Algérie - Espagne | 0-3   | Coupe du monde 1986 (match de groupe) |

Bilan partiel
- Total de matchs disputés : 1
- Victoires de l'équipe d'Espagne : 1
- Victoires de l'équipe d'Algérie : 0
- Matchs nuls : 0
- Buts de l'Algérie : 0
- Buts de l'Espagne : 3

### Allemagne
| Date             | Lieu                            | Match               | Score | Compétition                                      |
| 12 mai 1935      | Cologne, Reich allemand         | Allemagne - Espagne | 1 - 2 | amical                                           |
| 23 février 1936  | Barcelone, République espagnole | Espagne - Allemagne | 1 - 2 | amical                                           |
| 12 avril 1942    | Berlin, Reich allemand          | Allemagne - Espagne | 1 - 1 | amical                                           |
| 28 décembre 1952 | Madrid, Espagne                 | Espagne - RFA       | 2 - 2 | amical                                           |
| 19 mars 1958     | Francfort, Allemagne de l'Ouest | RFA - Espagne       | 2 - 0 | amical                                           |
| 20 juillet 1966  | Birmingham, Angleterre          | RFA - Espagne       | 2 - 1 | Coupe du monde 1966 (Groupe 2)                   |
| 11 février 1970  | Séville, Espagne                | Espagne - RFA       | 2 - 0 | amical                                           |
| 24 novembre 1973 | Stuttgart, Allemagne de l'Ouest | RFA - Espagne       | 2 - 1 | amical                                           |
| 23 février 1974  | Barcelone, Espagne              | Espagne - RFA       | 1 - 0 | amical                                           |
| 24 avril 1976    | Madrid, Espagne                 | Espagne - RFA       | 1 - 1 | Qualification pour l'Euro 1976 (quart de finale) |
| 22 mai 1976      | Munich, Allemagne de l'Ouest    | RFA - Espagne       | 2 - 0 | Qualification pour l'Euro 1976 (quart de finale) |
| 2 juillet 1982   | Madrid, Espagne                 | Espagne - RFA       | 1 - 2 | Coupe du monde 1982 (Groupe B)                   |
| 20 juin 1984     | Paris, France                   | Espagne - RFA       | 1 - 0 | Euro 1984 (Groupe B)                             |
| 15 octobre 1986  | Hanovre, Allemagne de l'Ouest   | RFA - Espagne       | 2 - 2 | amical                                           |
| 17 juin 1988     | Munich, Allemagne de l'Ouest    | RFA - Espagne       | 2 - 0 | Euro 1988 (Groupe A)                             |
| 21 juin 1994     | Chicago, États-Unis             | Allemagne - Espagne | 1 - 1 | Coupe du monde 1994 (Groupe C)                   |
| 22 février 1995  | Jerez de la Frontera, Espagne   | Espagne - Allemagne | 0 - 0 | amical                                           |
| 16 août 2000     | Hanovre, Allemagne              | Allemagne - Espagne | 4 - 1 | amical                                           |
| 12 février 2003  | Palma de Majorque, Espagne      | Espagne - Allemagne | 3 - 1 | amical                                           |
| 29 juin 2008     | Vienne, Autriche                | Allemagne - Espagne | 0 - 1 | Euro 2008 (Finale)                               |
| 7 juillet 2010   | Durban, Afrique du Sud          | Allemagne - Espagne | 0 - 1 | Coupe du monde 2010 (Demi-finale)                |
| 18 novembre 2014 | Vigo, Espagne                   | Espagne - Allemagne | 0 - 1 | amical                                           |
| 23 mars 2018     | Düsseldorf, Allemagne           | Allemagne - Espagne | 1 - 1 | amical                                           |
| 3 septembre 2020 | Stuttgart, Allemagne            | Allemagne - Espagne | 1 - 1 | Ligue des nations 2020-21 (Ligue A - Groupe 4)   |
| 17 novembre 2020 | Séville, Espagne                | Espagne - Allemagne | 6 - 0 | Ligue des nations 2020-21 (Ligue A - Groupe 4)   |
| 27 novembre 2022 | Al Khor, Qatar                  | Espagne - Allemagne | 1 - 1 | Coupe du monde 2022 (Groupe E)                   |
| 5 juillet 2024   | Stuttgart, Allemagne            | Espagne - Allemagne | 2 - 1 | Euro 2024 (Quart de finale)                      |

Bilan
- Total de matchs disputés : 27
- Victoires de l'équipe d'Espagne : 9
- Matchs nuls : 9
- Victoires de l'équipe d'Allemagne : 9
- Buts marqués par l'équipe d'Espagne : 34
- Buts marqués par l'équipe d'Allemagne : 32

### Allemagne de l'Est (RDA)
| Date            | Lieu                       | Match         | Score | Compétition  |
| 13 février 1980 | Malaga Espagne             | Espagne - RDA | 0-1   | Match amical |
| 15 octobre 1980 | Leipzig Allemagne de l'Est | RDA - Espagne | 0-0   | Match amical |
| 27 janvier 1988 | Valence Espagne            | Espagne - RDA | 0-0   | Match amical |

Bilan
- Total de matchs disputés : 3
- Victoires de l'équipe d'Espagne : 0
- Victoires de l'équipe d'Allemagne de l'Est : 1
- Matchs nuls : 2

### Andorre
| Date        | Lieu            | Match             | Score | Compétition |
| 5 juin 2004 | Getafe Espagne  | Espagne - Andorre | 4-0   | amical      |
| 5 juin 2024 | Badajoz Espagne | Espagne - Andorre | 5-0   | amical      |

Bilan
- Total de matchs disputés : 2
- Victoires de l'équipe d'Espagne : 2
- Victoires de l'équipe d'Andorre : 0
- Matchs nuls : 0
- Buts marqués par Andorre : 0
- Buts marqués par l'Espagne : 9

### Angleterre
| Date             | Lieu                  | Match                | Score              | Compétition                                       |
| 15 mai 1929      | Madrid Espagne        | Espagne - Angleterre | 4-3                | Match amical                                      |
| 9 décembre 1931  | Londres Angleterre    | Angleterre - Espagne | 7-1                | Match amical                                      |
| 2 juillet 1950   | Rio de Janeiro Brésil | Espagne - Angleterre | 1-0                | Coupe du monde de 1950 (Groupe B)                 |
| 18 mai 1955      | Madrid Espagne        | Espagne - Angleterre | 1-1                | Match amical                                      |
| 30 novembre 1955 | Londres Angleterre    | Angleterre - Espagne | 4-1                | Match amical                                      |
| 15 mai 1960      | Madrid Espagne        | Espagne - Angleterre | 3-0                | Match amical                                      |
| 26 octobre 1960  | Londres Angleterre    | Angleterre - Espagne | 4-2                | Match amical                                      |
| 8 décembre 1965  | Madrid Espagne        | Espagne - Angleterre | 0-2                | Match amical                                      |
| 24 mai 1967      | Londres Angleterre    | Angleterre - Espagne | 2-0                | Match amical                                      |
| 3 avril 1968     | Londres Angleterre    | Angleterre - Espagne | 1-0                | Qualification pour l'Euro 1968 (Quart de finale)  |
| 8 mai 1968       | Madrid Espagne        | Espagne - Angleterre | 1-2                | Qualification pour l'Euro 1968 (Quart de finale)  |
| 26 mars 1980     | Barcelone Espagne     | Espagne - Angleterre | 0-2                | Match amical                                      |
| 18 juin 1980     | Naples Italie         | Angleterre - Espagne | 2-1                | Euro 1980 (Groupe B)                              |
| 25 mars 1981     | Londres Angleterre    | Angleterre - Espagne | 2-0                | Match amical                                      |
| 5 juillet 1982   | Madrid Espagne        | Espagne - Angleterre | 0-0                | Coupe du monde de 1982 (Deuxième tour - Groupe 2) |
| 18 février 1987  | Madrid Espagne        | Espagne - Angleterre | 2-4                | Match amical                                      |
| 9 septembre 1992 | Santander Espagne     | Espagne - Angleterre | 1-0                | Match amical                                      |
| 22 juin 1996     | Londres Angleterre    | Angleterre - Espagne | 0-0 (4 t.a.b. à 2) | Euro 1996 (Quart de finale)                       |
| 28 février 2001  | Birmingham Angleterre | Angleterre - Espagne | 3-0                | Match amical                                      |
| 17 novembre 2004 | Madrid Espagne        | Espagne - Angleterre | 1-0                | Match amical                                      |
| 7 février 2007   | Manchester Angleterre | Angleterre - Espagne | 0-1                | Match amical                                      |
| 11 février 2009  | Séville Espagne       | Espagne - Angleterre | 2-0                | Match amical                                      |
| 12 novembre 2011 | Londres Angleterre    | Angleterre - Espagne | 1-0                | Match amical                                      |
| 13 novembre 2015 | Alicante Espagne      | Espagne - Angleterre | 2-0                | Match amical                                      |
| 15 novembre 2016 | Londres Angleterre    | Angleterre - Espagne | 2-2                | Match amical                                      |
| 8 septembre 2018 | Londres Angleterre    | Angleterre - Espagne | 1-2                | Ligue des nations 2018-19 (Ligue A - Groupe 4)    |
| 15 octobre 2018  | Séville Espagne       | Espagne - Angleterre | 2-3                | Ligue des nations 2018-19 (Ligue A - Groupe 4)    |
| 14 juillet 2024  | Berlin Allemagne      | Espagne - Angleterre | 2-1                | Euro 2024 (Finale)                                |

Bilan partiel
- Total de matchs disputés : 28
- Victoires de l'équipe d'Angleterre : 13
- Victoires de l'équipe d'Espagne : 11
- Matchs nuls : 4
- Buts marqués par l'Angleterre : 46
- Buts marqués par l'Espagne : 34

### Arabie saoudite
| Date             | Lieu              | Match                     | Score | Compétition                              |
| 20 juillet 1996  | Orlando (Floride) | Espagne - Arabie saoudite | 1-0   | Jeux olympiques d'été de 1996 (groupe B) |
| 23 juin 2006     | Kaiserslautern    | Espagne - Arabie saoudite | 1-0   | Coupe du monde 2006 (groupe H)           |
| 29 mai 2010      | Innsbruck         | Espagne - Arabie saoudite | 3-2   | Match amical                             |
| 7 septembre 2012 | Pontevedra        | Espagne - Arabie saoudite | 5-0   | Match amical                             |

Bilan
- Total de matchs disputés : 4
- Victoires de l'équipe d'Espagne : 4
- Matchs nuls : 0
- Victoires de l'équipe d'Arabie saoudite : 0
- Buts marqués par l'équipe d'Espagne : 10
- Buts marqués par l'équipe d'Arabie saoudite : 2

### Argentine
| Date              | Lieu                   | Match               | Score | Compétition         |
| 7 décembre 1952   | Madrid Espagne         | Espagne - Argentine | 0-1   | Match amical        |
| 5 juillet 1953    | Buenos Aires Argentine | Argentine - Espagne | 1-0   | Match amical        |
| 24 juillet 1960   | Buenos Aires Argentine | Argentine - Espagne | 2-0   | Match amical        |
| 11 juin 1961      | Séville Espagne        | Espagne - Argentine | 2-0   | Match amical        |
| 13 juillet 1966   | Birmingham Angleterre  | Argentine - Espagne | 2-1   | Coupe du monde 1966 |
| 11 octobre 1972   | Madrid Espagne         | Espagne-Argentine   | 1-0   | Match amical        |
| 12 octobre 1974   | Buenos Aires Argentine | Argentine - Espagne | 1-1   | Match amical        |
| 12 octobre 1988   | Séville Espagne        | Espagne - Argentine | 1-1   | Match amical        |
| 20 septembre 1995 | Madrid Espagne         | Espagne - Argentine | 2-1   | Match amical        |
| 17 novembre 1999  | Séville Espagne        | Espagne - Argentine | 0-2   | Match amical        |
| 11 octobre 2006   | Murcie Espagne         | Espagne-Argentine   | 2-1   | Match amical        |
| 14 novembre 2009  | Madrid Espagne         | Espagne - Argentine | 2-1   | Match amical        |
| 7 septembre 2010  | Buenos Aires Argentine | Argentine - Espagne | 4-1   | Match amical        |
| 27 mars 2018      | Madrid Espagne         | Espagne - Argentine | 6-1   | Match amical        |

Bilan
- Total de matchs disputés : 14
- Victoire de l'équipe d' Argentine : 6
- Victoire de l'équipe d'Espagne : 6
- Match nul : 2
- Buts marqués par l'Argentine : 18
- Buts marqués par l'Espagne : 19

### Arménie
| Date              | Lieu             | Match             | Score | Compétition                                    |
| 26 avril 1995     | Erevan Arménie   | Arménie - Espagne | 0-2   | Qualifications Euro 1996                       |
| 7 juin 1995       | Séville Espagne  | Espagne - Arménie | 1-0   | Qualifications Euro 1996                       |
| 2 avril 2003      | Leon Espagne     | Espagne - Arménie | 3-0   | Qualifications Euro 2004                       |
| 11 octobre 2003   | Erevan Arménie   | Arménie - Espagne | 0-4   | Qualifications Euro 2004                       |
| 10 septembre 2008 | Albacete Espagne | Espagne - Arménie | 4-0   | Qualifications Coupe du monde de football 2010 |
| 10 octobre 2009   | Erevan Arménie   | Arménie - Espagne | 1-2   | Qualifications Coupe du monde de football 2010 |

Bilan
- Total de matchs disputés : 6
- Victoires de l'équipe d'Espagne : 6 avec 15 buts
- Victoires de l'équipe d'Arménie : 0 avec 1 but
- Matchs nuls : 0

### Autriche
| Date               | Lieu                        | Match              | Score | Compétition                                   |
| 21 décembre 1924   | Barcelone Espagne           | Espagne - Autriche | 2-1   | Match amical                                  |
| 27 septembre 1925  | Vienne Autriche             | Autriche - Espagne | 0-1   | Match amical                                  |
| 19 janvier 1936    | Madrid République espagnole | Espagne - Autriche | 4-5   | Match amical                                  |
| 22 novembre 1959   | Valence Espagne             | Espagne - Autriche | 6-3   | Match amical                                  |
| 30 octobre 1960    | Vienne Autriche             | Autriche - Espagne | 3-0   | Match amical                                  |
| 3 juin 1978        | Buenos Aires Argentine      | Autriche - Espagne | 2-1   | Coupe du monde de football de 1978 (Groupe 3) |
| 23 septembre 1981  | Vienne Autriche             | Autriche - Espagne | 0-0   | Match amical                                  |
| 20 novembre 1985   | Saragosse Espagne           | Espagne - Autriche | 0-0   | Match amical                                  |
| 1er avril 1987     | Vienne Autriche             | Autriche - Espagne | 2-3   | (Qualifications pour l'Euro 1988)             |
| 14 octobre 1987    | Séville Espagne             | Espagne - Autriche | 2-0   | (Qualifications pour l'Euro 1988)             |
| 28 mars 1990       | Malaga Espagne              | Espagne - Autriche | 2-3   | Match amical                                  |
| 27 mars 1999       | Valence Espagne             | Espagne - Autriche | 9-0   | (Qualifications pour l'Euro 2000)             |
| 4 septembre 1999   | Vienne Autriche             | Autriche - Espagne | 1-3   | (Qualifications pour l'Euro 2000)             |
| 11 octobre 2000    | Vienne Autriche             | Autriche - Espagne | 1-1   | (Qualifications pour la Coupe du monde 2002)  |
| 1er septembre 2001 | Valence Espagne             | Espagne - Autriche | 4-0   | (Qualifications pour la Coupe du monde 2002)  |
| 18 novembre 2009   | Vienne Autriche             | Autriche - Espagne | 1-5   | Match amical                                  |

Bilan
- Total de matchs disputés : 16
- Victoire de l'équipe d'Autriche : 4
- Victoire de l'équipe d'Espagne : 9
- Match nul : 3

### Australie
| Date         | Lieu            | Match               | Score | Compétition                    |
| 23 juin 2014 | Curitiba Brésil | Australie - Espagne | 0-3   | Coupe du monde 2014 (Groupe B) |

Bilan
- Total de matchs disputés : 1
- Victoires de l'équipe d'Espagne : 1
- Victoires de l'équipe d'Australie : 0
- Matchs nuls : 0

### Azerbaïdjan
| Date        | Lieu              | Match                 | Score | Compétition  |
| 9 juin 2009 | Bakou Azerbaïdjan | Azerbaïdjan - Espagne | 0-6   | Match amical |

Bilan
- Total de matchs disputés : 1
- Victoires de l'équipe d'Azerbaïdjan : 0
- Victoires de l'équipe d'Espagne : 1
- Match nuls : 0

## B

### Belgique
| Date               | Lieu              | Match               | Score              | Compétition                                     |
| 9 octobre 1921     | Bilbao Espagne    | Espagne - Belgique  | 2-0                | Match amical                                    |
| 4 février 1923     | Anvers            | Belgique - Espagne  | 1-0                | Match amical                                    |
| 2 janvier 1949     | Barcelone Espagne | Espagne - Belgique  | 1-1                | Match amical                                    |
| 10 juin 1951       | Bruxelles         | Belgique - Espagne  | 3-3                | Match amical                                    |
| 19 mars 1953       | Barcelone Espagne | Espagne - Belgique  | 3-1                | Match amical                                    |
| 31 mars 1957       | Bruxelles         | Belgique - Espagne  | 0-5                | Match amical                                    |
| 2 décembre 1962    | Bruxelles         | Belgique - Espagne' | 1-1                | Match amical                                    |
| 1er décembre 1963  | Valence Espagne   | Espagne - Belgique  | 1-2                | Match amical                                    |
| 11 décembre 1968   | Madrid Espagne    | Espagne - Belgique  | 1-1                | (Qualifications pour la Coupe du monde 1970)    |
| 23 février 1969    | Liège             | Belgique - Espagne  | 2-1                | (Qualifications pour la Coupe du monde 1970)    |
| 15 juin 1980       | Milan             | Belgique - Espagne  | 2-1                | Euro 1980 (Groupe B)                            |
| 16 décembre 1981   | Valence           | Espagne - Belgique  | 2-0                | Match amical                                    |
| 19 février 1986    | Elche             | Espagne - Belgique  | 3-0                | Match amical                                    |
| 22 juin 1986       | Puebla            | Belgique - Espagne  | 1-1 (5 t.a.b. à 4) | Coupe du monde de football de 1986 (1/4 finale) |
| 21 juin 1990       | Vérone            | Espagne - Belgique  | 2-1                | Coupe du monde de football 1990 (Groupe E)      |
| 17 décembre 1994   | Bruxelles         | Belgique - Espagne  | 1-4                | (Qualifications de L'Euro 1996)                 |
| 29 mars 1995       | Séville           | Espagne - Belgique  | 1-1                | (Qualifications de L'Euro 1996)                 |
| 9 octobre 2004     | Santander         | Espagne - Belgique  | 2-0                | (Qualifications pour la Coupe du monde 2006)    |
| 8 octobre 2005     | Bruxelles         | Belgique - Espagne  | 0-2                | (Qualifications de la Coupe du monde 2006)      |
| 15 octobre 2008    | Bruxelles         | Belgique - Espagne  | 1-2                | (Qualifications de la Coupe du monde 2010)      |
| 5 septembre 2009   | la Corogne        | Espagne - Belgique  | 5-0                | (Qualifications de la Coupe du monde 2010)      |
| 1er septembre 2016 | Bruxelles         | Belgique - Espagne  | 0-2                | Match amical                                    |

Bilan partiel
- Total de matchs disputés : 21
- Victoires de l'équipe de Belgique : 4
- Victoires de l'équipe d'Espagne : 11
- Matchs nuls : 6

### Bolivie
| Date         | Lieu               | Match             | Score | Compétition                                          |
| 27 juin 1994 | Chicago États-Unis | Espagne - Bolivie | 3-1   | Coupe du monde de football de 1994 (match de groupe) |

Bilan
- Total de matchs disputés : 1
- Victoires de l'équipe d'Espagne : 1
- Victoires de l'équipe de Bolivie : 0
- Matchs nuls : 0

### Bosnie-Herzégovine
| Date             | Lieu                                 | Match                        | Score | Compétition                                    |
| 2 septembre 2000 | Sarajevo Bosnie-Herzégovine          | Bosnie-Herzégovine - Espagne | 1-2   | Qualifications Coupe du monde 2002             |
| 2 juin 2001      | Oviedo Espagne                       | Espagne - Bosnie-Herzégovine | 4-1   | Qualifications Coupe du monde 2002             |
| 8 septembre 2004 | Zenica Bosnie-Herzégovine            | Bosnie-Herzégovine - Espagne | 1-1   | Qualifications Coupe du monde 2006             |
| 8 juin 2005      | Valence Espagne                      | Espagne - Bosnie-Herzégovine | 1-1   | Qualifications Coupe du monde 2006             |
| 6 septembre 2008 | Murcie Espagne                       | Espagne - Bosnie-Herzégovine | 1-0   | Qualifications Coupe du monde de football 2010 |
| 14 octobre 2009  | Zenica Bosnie-Herzégovine            | Bosnie-Herzégovine - Espagne | 2-5   | Qualifications Coupe du monde de football 2010 |
| 18 novembre 2018 | Las Palmas de Grande Canarie Espagne | Espagne - Bosnie-Herzégovine | 1-0   | Match amical                                   |

Bilan
- Total de matchs disputés : 7
- Victoires de l'équipe d'Espagne : 5
- Victoires de l'équipe de Bosnie-Hervégovine : 0
- Matchs nuls : 2
- Buts Marqués par l'équipe d'Espagne : 15
- Buts Marqués par l'équipe de Bosnie-Hervégovine : 6

### Brésil
| Date              | Lieu                    | Match            | Score | Compétition                               |
| 27 mai 1934       | Gênes Italie            | Espagne - Brésil | 3-1   | Coupe du monde 1934 (1/8 finale)          |
| 13 juillet 1950   | Rio de Janeiro Brésil   | Brésil - Espagne | 6-1   | Coupe du monde 1950 (Poule finale)        |
| 6 juin 1962       | Viña del Mar Chili      | Brésil - Espagne | 2-1   | Coupe du monde 1962 (Groupe C)            |
| 14 octobre 1968   | Mexico Mexique          | Espagne - Brésil | 1-0   | Jeux Olympiques de 1968 (Groupe B)        |
| 7 juin 1978       | Mar del Plata Argentine | Brésil - Espagne | 0-0   | Coupe du monde 1978 (Groupe C)            |
| 8 juillet 1981    | Bahia Brésil            | Brésil - Espagne | 1-0   | Match amical                              |
| 1er juin 1986     | Guadalajara Mexique     | Brésil - Espagne | 1-0   | Coupe du monde 1986 (Groupe D)            |
| 12 septembre 1990 | Gijón Espagne           | Espagne - Brésil | 3-0   | Match amical                              |
| 13 novembre 1999  | Vigo Espagne            | Espagne - Brésil | 0-0   | Match amical                              |
| 30 juin 2013      | Maracanã Brésil         | Brésil - Espagne | 3-0   | Coupe des confédérations de 2013 (Finale) |
| 26 mars 2024      | Madrid Espagne          | Espagne - Brésil | 3-3   | Match amical                              |

Bilan;
- Total de matchs disputés : 11
- Victoires de l'équipe du Brésil : 5
- Victoires de l'équipe d'Espagne : 3
- Matchs nuls : 3

### Bulgarie
| Date             | Lieu                         | Match              | Score | Compétition                    |
| 21 mai 1933      | Madrid, République espagnole | Espagne - Bulgarie | 13-0  | Match amical                   |
| 18 décembre 1985 | Valence, Espagne             | Espagne - Bulgarie | 2-0   | Match amical                   |
| 9 juin 1996      | Leeds, Angleterre            | Espagne - Bulgarie | 1-1   | Euro 1996 (Groupe B)           |
| 24 juin 1998     | Lens, France                 | Espagne - Bulgarie | 6-1   | Coupe du monde 1998 (Groupe D) |
| 20 novembre 2002 | Grenade, Espagne             | Espagne - Bulgarie | 1-0   | Match amical                   |

Bilan
- Total de matchs disputés : 5
- Victoires de l'équipe de Bulgarie : 0
- Matchs nuls : 1
- Victoires de l'équipe d'Espagne : 4
- Total de buts marqués par l'équipe de Bulgarie : 2
- Total de buts marqués par l'équipe d'Espagne : 23

## C

### Canada
| Date             | Lieu              | Match            | Score | Compétition |
| 10 juin 1994     | Montréal Canada   | Canada - Espagne | 0-2   | amical      |
| 3 septembre 2005 | Santander Espagne | Espagne - Canada | 2-1   | amical      |

Bilan
- Total de matchs disputés : 2
- Victoires de l'équipe d'Espagne : 2
- Victoires de l'équipe du Canada : 0
- Matchs nuls : 0

### CEI
| Date            | Lieu            | Match         | Score | Compétition  |
| 19 février 1992 | Valence Espagne | Espagne - CEI | 1-1   | Match amical |

Bilan
- Total de matchs disputés : 1
- Victoires de l'équipe d'Espagne : 0
- Victoires de l'équipe de la CEI : 0
- Matchs nuls : 1

### Chili
| Date              | Lieu                   | Match           | Score | Compétition                    |
| 29 juin 1950      | Rio de Janeiro Brésil  | Espagne - Chili | 2-0   | Coupe du monde 1950 (groupe B) |
| 12 juillet 1953   | Santiago Chili         | Chili - Espagne | 1-2   | Match amical                   |
| 14 juillet 1960   | Santiago Chili         | Chili - Espagne | 0-4   | Match amical                   |
| 17 juillet 1960   | Santiago Chili         | Chili - Espagne | 1-4   | Match amical                   |
| 5 juillet 1981    | Santiago Chili         | Chili - Espagne | 1-1   | Match amical                   |
| 8 septembre 1993  | Alicante Espagne       | Espagne - Chili | 2-0   | Match amical                   |
| 19 novembre 2008  | Vila-real Espagne      | Espagne - Chili | 3-0   | Match amical                   |
| 25 juin 2010      | Tshwane Afrique du Sud | Espagne - Chili | 2-1   | Coupe du monde 2010 (groupe H) |
| 10 septembre 2013 | Genève Suisse          | Espagne - Chili | 2-2   | Match amical                   |
| 18 juin 2014      | Rio de Janeiro Brésil  | Espagne - Chili | 0-2   | Coupe du monde 2014 (groupe B) |

Bilan
- Total de matchs disputés : 10
- Espagne Victoires de l'équipe d'Espagne : 7
- Chili Victoires de l'équipe du Chili : 1
- Matchs nuls : 2

### Chine
| Date        | Lieu               | Match           | Score | Compétition |
| 2 mars 2005 | Salamanque Espagne | Espagne - Chine | 3-0   | amical      |

Bilan
- Total de matchs disputés : 1
- Victoires de l'équipe d'Espagne : 1
- Victoires de l'équipe de Chine : 0
- Matchs nuls : 0

### Colombie
| Date           | Lieu   | Match              | Score | Compétition  |
| 2 juillet 1981 | Bogota | Colombie - Espagne | 1-1   | Match amical |
| 9 février 2011 | Madrid | Espagne - Colombie | 1-0   | Match amical |

Bilan
- Total de matchs disputés : 2
- Victoires de l'équipe de Colombie : 0
- Matchs nuls : 1
- Victoires de l'équipe d'Espagne : 1

### Corée du Sud
| Date          | Lieu                 | Match                  | Score              | Compétition                           |
| 17 juin 1990  | Udine Italie         | Corée du Sud - Espagne | 1-3                | Coupe du monde 1990 (match de groupe) |
| 17 juin 1994  | Dallas États-Unis    | Espagne - Corée du Sud | 2-2                | Coupe du monde 1994 (match de groupe) |
| 22 juin 2002  | Gwangju Corée du Sud | Espagne - Corée du Sud | 0-0 (3 t.a.b. à 5) | Coupe du monde 2002 (quart de finale) |
| 3 juin 2010   | Innsbruck Autriche   | Espagne - Corée du Sud | 1-0                | amical                                |
| 30 mai 2012   | Berne Suisse         | Espagne - Corée du Sud | 4-1                | amical                                |
| 1er juin 2016 | Salzbourg Autriche   | Espagne - Corée du Sud | 6-1                | amical                                |

Bilan
- Total de matchs disputés : 6
- Victoires de l'équipe d'Espagne : 4
- Victoires de l'équipe de Corée du Sud : 0
- Matchs nuls : 2

Notes

### Costa Rica
| Date             | Lieu                | Match                | Score | Compétition         |
| 15 novembre 2011 | San José Costa Rica | Costa Rica - Espagne | 2-2   | amical              |
| 11 juin 2015     | León Espagne        | Espagne - Costa Rica | 2-1   | amical              |
| 11 novembre 2017 | Malaga Espagne      | Espagne - Costa Rica | 5-0   | amical              |
| 23 Novembre 2022 | Doha Qatar          | Espagne - Costa Rica | 7-0   | Coupe du Monde 2022 |

#### Bilan
- Total de matchs disputés : 4
- Victoires de l'équipe d'Espagne : 3
- Victoires de l'équipe du Costa Rica : 0
- Match nuls : 1

### Côte d'Ivoire
| Date          | Lieu               | Match                   | Score | Compétition |
| 1er mars 2006 | Valladolid Espagne | Espagne - Côte d'Ivoire | 3-2   | amical      |

Bilan
- Total de matchs disputés : 1
- Victoires de l'équipe d'Espagne : 1
- Victoires de l'équipe de Côte d'Ivoire : 0
- Matchs nuls : 0

### Croatie
Confrontations entre l'équipe d'Espagne de football et l'équipe de Croatie de football:
| Date              | Lieu                | Match             | Score   | Compétition                                    |
| 23 mars 1994      | Valence Espagne     | Espagne - Croatie | 0-2     | Match amical                                   |
| 5 mai 1999        | Séville Espagne     | Espagne - Croatie | 3-1     | Match amical                                   |
| 23 février 2000   | Split Croatie       | Croatie - Espagne | 0-0     | Match amical                                   |
| 7 juin 2006       | Genève Suisse       | Espagne - Croatie | 2-1     | Match amical                                   |
| 18 juin 2012      | Gdańsk Pologne      | Croatie - Espagne | 0-1     | Euro 2012 (premier tour)                       |
| 21 juin 2016      | Bordeaux France     | Croatie - Espagne | 2-1     | Euro 2016 (premier tour)                       |
| 11 septembre 2018 | Elche Espagne       | Espagne - Croatie | 6-0     | Ligue des nations 2018-19 (Ligue A - Groupe 4) |
| 15 novembre 2018  | Zagreb Croatie      | Croatie - Espagne | 3-2     | Ligue des nations 2018-19 (Ligue A - Groupe 4) |
| 28 juin 2021      | Copenhague Danemark | Croatie - Espagne | 3-5 ap  | Euro 2020 (huitièmes de finale)                |
| 18 juin 2023      | Rotterdam Pays-Bas  | Espagne - Croatie | 0-0(5-4 | Ligue des nations (Finale)                     |
| 15 Juin 2024      | Berlin Allemagne    | Espagne - Croatie | 3-0     | Euro 2024 (Groupe B)                           |

Bilan
- Total de matchs disputés :11
- Victoires de l'équipe d'Espagne :7
- Victoires de l'équipe de Croatie : 3
- Matchs nuls : 1

## D

### Danemark
| Date              | Lieu                  | Match              | Score              | Compétition                                        |
| 25 septembre 1974 | Copenhague            | Danemark - Espagne | 1-2                | Tour Préliminaires Euro 1976                       |
| 12 octobre 1975   | Barcelone             | Espagne - Danemark | 2-0                | Tour Préliminaires Euro 1976                       |
| 24 juin 1984      | Lyon                  | Espagne - Danemark | 1-1 (5 t.a.b. à 4) | Euro 1984 (1/2 finale)                             |
| 18 juin 1986      | Santiago de Querétaro | Danemark - Espagne | 1-5                | Coupe du monde 1986 (1/8 finale)                   |
| 11 juin 1988      | Hanovre               | Danemark - Espagne | 2-3                | Euro 1988 (Groupe A)                               |
| 31 mars 1993      | Copenhague            | Danemark - Espagne | 1-0                | Qualifications pour la Coupe du monde 1994         |
| 17 novembre 1993  | Séville               | Espagne - Danemark | 1-0                | Qualifications pour la Coupe du monde 1994         |
| 16 novembre 1994  | Séville               | Espagne - Danemark | 3-0                | Match de Groupe de Qualifications pour l'Euro 1996 |
| 11 octobre 1995   | Copenhague            | Danemark - Espagne | 1-1                | Match de Groupe de Qualifications pour l'Euro 1996 |
| 24 mars 2007      | Madrid                | Espagne - Danemark | 2-1                | Qualification de l'Euro 2008                       |
| 13 octobre 2007   | Aarhus                | Danemark - Espagne | 1-3                | Match de Groupe de Qualifications de l'Euro 2008   |
| 12 Octobre 2024   | Séville               | Espagne - Danemark |                    | LIGUE DES NATIONS 24/25                            |
| 15 Novembre 2024  | Copenhague            | Danemark - Espagne |                    | LIGUE DES NATIONS 24/25                            |

Bilan
- Total de matchs disputés : 3
- Victoires de l'équipe d'Espagne : 8
- Victoires de l'équipe du Danemark : 1
- Matchs nuls : 2

## E

### Écosse
Confrontations entre l'équipe d'Espagne de football et l'équipe d'Écosse de football
| Date             | Lieu             | Match            | Score | Compétition                                                      |
| 8 mai 1957       | Glasgow Écosse   | Écosse - Espagne | 4-2   | (Qualifications pour la Coupe du monde de football 1958)         |
| 26 mai 1957      | Madrid Espagne   | Espagne - Écosse | 4-1   | (Qualifications pour la Coupe du monde de football 1958)         |
| 13 juin 1963     | Madrid Espagne   | Espagne - Écosse | 2-6   | Match amical                                                     |
| 8 mai 1965       | Glasgow Écosse   | Écosse - Espagne | 0-0   | Match amical                                                     |
| 20 novembre 1974 | Glasgow Écosse   | Écosse - Espagne | 1-2   | (Qualifications pour l'Euro 1976)                                |
| 5 février 1975   | Valence Espagne  | Espagne - Écosse | 0-0   | (Qualifications pour l'Euro 1976)                                |
| 24 février 1982  | Valence Espagne  | Espagne - Écosse | 3-0   | Match amical                                                     |
| 14 novembre 1984 | Glasgow Écosse   | Écosse - Espagne | 3-1   | (Qualifications pour la Coupe du monde de football 1986)         |
| 27 février 1985  | Séville Espagne  | Espagne - Écosse | 1-0   | (Qualifications pour la Coupe du monde de football 1986)         |
| 27 avril 1988    | Madrid Espagne   | Espagne - Écosse | 0-0   | Match amical                                                     |
| 3 septembre 2004 | Valence Espagne  | Espagne - Écosse | 0-0   | Match amical                                                     |
| 12 octobre 2010  | Glasgow Écosse   | Écosse - Espagne | 2-3   | Éliminatoires du Championnat d'Europe de football 2012, groupe I |
| 11 octobre 2011  | Alicante Espagne | Espagne - Écosse | 3-1   | Éliminatoires du Championnat d'Europe de football 2012, groupe I |

Bilan
- Total de matchs disputés : 13
- Victoires de l'équipe d'Espagne : 6
- Matchs nuls : 4
- Victoires de l'équipe d'Écosse : 3
- Total de buts marqués par l'équipe de Espagne : 23
- Total de buts marqués par l'équipe d'Écosse : 20

### Égypte
| Date        | Lieu          | Match            | Score | Compétition |
| 3 juin 2006 | Elche Espagne | Espagne - Égypte | 2-0   | amical      |

Bilan
- Total de matchs disputés : 1
- Victoires de l'équipe d'Espagne : 1
- Victoires de l'équipe d'Égypte : 0
- Matchs nuls : 0

### Équateur
| Date          | Lieu           | Match              | Score | Compétition |
| 30 avril 2003 | Madrid Espagne | Espagne - Équateur | 4-0   | amical      |

Bilan
- Total de matchs disputés : 1
- Victoires de l'équipe d'Espagne : 1
- Victoires de l'équipe d'Équateur : 0
- Matchs nuls : 0

### États-Unis
| Date         | Lieu                        | Match                | Score | Compétition                                          |
| 25 juin 1950 | Curitiba Brésil             | États-Unis - Espagne | 1-3   | Coupe du monde de football de 1950 (match de groupe) |
| 11 mars 1992 | Valladolid Espagne          | Espagne - États-Unis | 2-0   | amical                                               |
| 4 juin 2008  | Santander Espagne           | Espagne - États-Unis | 1-0   | amical                                               |
| 24 juin 2009 | Bloemfontein Afrique du Sud | Espagne - États-Unis | 0-2   | Coupe des confédérations 2009 (demi-finale)          |
| 4 juin 2011  | Foxboro États-Unis          | États-Unis - Espagne | 0-4   | amical                                               |

Bilan
- Total de matchs disputés : 5
- Victoires de l'équipe d'Espagne : 4
- Victoires de l'équipe des États-Unis : 1
- Matchs nuls : 0

## F

### Finlande
| Date             | Lieu                              | Match              | Score | Compétition                                    |
| 25 juin 1969     | Helsinki Finlande                 | Finlande - Espagne | 2-0   | Qualifications Coupe du monde de football 1970 |
| 15 octobre 1969  | La Línea de la Concepción Espagne | Espagne - Finlande | 6-0   | Qualifications Coupe du monde de football 1970 |
| 23 janvier 1985  | Alicante Espagne                  | Espagne - Finlande | 3-1   | Match amical                                   |
| 2 juin 1994      | Tampere Finlande                  | Finlande - Espagne | 1-2   | Match amical                                   |
| 30 novembre 1994 | Malaga Espagne                    | Espagne - Finlande | 2-0   | Match amical                                   |
| 17 octobre 2007  | Helsinki Finlande                 | Finlande - Espagne | 0-0   | Match amical                                   |
| 22 mars 2013     | Gijón Espagne                     | Espagne - Finlande | 1-1   | Qualifications Coupe du monde de football 2014 |

Bilan
- Total de matchs disputés : 7
- Victoires de l'équipe d'Espagne : 4
- Victoires de l'équipe de Finlande : 1
- Matchs nuls : 2

### France
| Date             | Lieu                    | Équipe 1 | Score | Équipe 2 | Compétition                               |
| 30 avril 1922    | Bordeaux France         | France   | 0-4   | Espagne  | amical                                    |
| 28 janvier 1923  | Saint-Sébastien Espagne | Espagne  | 3-0   | France   | amical                                    |
| 22 mai 1927      | Colombes France         | France   | 1-4   | Espagne  | amical                                    |
| 14 avril 1929    | Saragosse Espagne       | Espagne  | 8-1   | France   | amical                                    |
| 23 avril 1933    | Paris France            | France   | 1-0   | Espagne  | amical                                    |
| 27 janvier 1935  | Madrid Espagne          | Espagne  | 2-0   | France   | amical                                    |
| 15 mars 1942     | Séville Espagne         | Espagne  | 4-0   | France   | amical                                    |
| 19 juin 1949     | Colombes France         | France   | 1-5   | Espagne  | amical                                    |
| 17 mars 1955     | Madrid Espagne          | Espagne  | 1-2   | France   | amical                                    |
| 13 mars 1958     | Paris France            | France   | 2-2   | Espagne  | amical                                    |
| 17 décembre 1959 | Paris France            | France   | 4-3   | Espagne  | amical                                    |
| 2 avril 1961     | Madrid Espagne          | Espagne  | 2-0   | France   | amical                                    |
| 10 décembre 1961 | Colombes France         | France   | 1-1   | Espagne  | amical                                    |
| 9 janvier 1963   | Barcelone Espagne       | Espagne  | 0-0   | France   | amical                                    |
| 17 octobre 1968  | Lyon France             | France   | 1-3   | Espagne  | amical                                    |
| 17 mars 1971     | Valence Espagne         | Espagne  | 2-2   | France   | amical                                    |
| 8 novembre 1978  | Paris France            | France   | 1-0   | Espagne  | amical                                    |
| 18 février 1981  | Madrid Espagne          | Espagne  | 1-0   | France   | amical                                    |
| 5 octobre 1983   | Paris France            | France   | 1-1   | Espagne  | amical                                    |
| 27 juin 1984     | Paris France            | France   | 2-0   | Espagne  | Euro 1984 (Finale)                        |
| 23 mars 1988     | Bordeaux France         | France   | 2-1   | Espagne  | amical                                    |
| 20 février 1991  | Paris France            | France   | 3-1   | Espagne  | Qualification pour l'Euro 1992            |
| 12 octobre 1991  | Séville Espagne         | Espagne  | 1-2   | France   | Qualification pour l'Euro 1992            |
| 15 juin 1996     | Leeds Angleterre        | Espagne  | 1-1   | France   | Euro 1996 (match de groupe)               |
| 28 janvier 1998  | Saint-Denis France      | France   | 1-0   | Espagne  | amical, inauguration du Stade de France   |
| 25 juin 2000     | Bruges Belgique         | France   | 2-1   | Espagne  | Euro 2000 (quart de finale)               |
| 28 mars 2001     | Valence Espagne         | Espagne  | 2-1   | France   | amical                                    |
| 27 juin 2006     | Hanovre Allemagne       | Espagne  | 1-3   | France   | Coupe du monde 2006 (huitièmes de finale) |
| 6 février 2008   | Malaga Espagne          | Espagne  | 1-0   | France   | amical                                    |
| 3 mars 2010      | Saint-Denis France      | France   | 0-2   | Espagne  | amical                                    |
| 23 juin 2012     | Donetsk Ukraine         | Espagne  | 2-0   | France   | Euro 2012 (quart de finale)               |
| 16 octobre 2012  | Madrid Espagne          | Espagne  | 1-1   | France   | Qualification pour la Coupe du monde 2014 |
| 26 mars 2013     | Saint-Denis France      | France   | 0-1   | Espagne  | Qualification pour la Coupe du monde 2014 |
| 4 septembre 2014 | Saint-Denis France      | France   | 1-0   | Espagne  | amical                                    |
| 28 mars 2017     | Saint-Denis France      | France   | 0-2   | Espagne  | amical                                    |
| 10 octobre 2021  | Milan Italie            | Espagne  | 1-2   | France   | Ligue des nations 2020-2021 (Finale)      |
| 9 juillet 2024   | Munich Allemagne        | Espagne  | 2-1   | France   | Euro 2024 (demi-Finale)                   |
| 5 Juin 2025      | Stuttgart Allemagne     | Espagne  | 5-4   | France   | Ligue des Nations (demi-Finale)           |

Bilan
- Total de matchs disputés : 38
- Victoires de l'équipe de France : 13
- Matchs nuls : 7
- Victoires de l'équipe d'Espagne : 18
- Nombres de buts pour l'Espagne : 71
- Nombre de buts pour la France : 44

## G

### Géorgie
| Date             | Lieu              | Match             | Score | Compétition                                         |
| 7 juin 2016      | Getafe Espagne    | Espagne - Géorgie | 1 - 0 | Match amical                                        |
| 28 mars 2021     | Tbilissi Géorgie  | Géorgie - Espagne | 1 - 2 | Éliminatoires de la Coupe du monde de football 2022 |
| 8 Septembre 2023 | Tbilissi Géorgie  | Géorgie - Espagne | 1-7   | Euro 2024 Qualification                             |
| 5 Septembre 2021 | Saragosse Espagne | Espagne - Géorgie | 4-0   | Éliminatoires de la Coupe du monde de football 2022 |
| 8 Septembre 2023 | Tbilissi Géorgie  | Géorgie - Espagne | 1-7   | Euro 2024 Qualification                             |
| 19 Novembre 2023 | Madrid Espagne    | Espagne - Géorgie | 3-1   | Euro 2024 Qualification                             |
| 30 Juin 2024     | Cologne Allemagne | Espagne - Géorgie | 4-1   | Euro 2024 ( Huitièmes de finale)                    |

Bilan
- Total matchs disputés :7
- Victoires de l'équipe d'Espagne : 7
- Victoires de l'équipe de Géorgie : 0
- match nuls : 0

### Grèce
| Date              | Lieu                | Match           | Score | Compétition                                         |
| 28 octobre 1970   | Saragosse Espagne   | Espagne - Grèce | 2-1   | Match amical                                        |
| 12 avril 1972     | Thessalonique Grèce | Espagne - Grèce | 0-0   | Match amical                                        |
| 17 janvier 1973   | Athènes Grèce       | Grèce - Espagne | 2-3   | (Qualifications de la Coupe du monde 1974)          |
| 21 février 1973   | Malaga Espagne      | Espagne - Grèce | 3-1   | (Qualifications de la Coupe du monde 1974)          |
| 24 septembre 1986 | Gijón Espagne       | Espagne - Grèce | 3-1   | Match amical                                        |
| 7 septembre 2002  | Athènes Grèce       | Grèce - Espagne | 0-2   | (Qualifications de Phase de groupe de l') Euro 2004 |
| 7 juin 2003       | Saragosse Espagne   | Espagne - Grèce | 0-1   | (Qualifications de Phase de groupe de l') Euro 2004 |
| 16 juin 2004      | Porto Portugal      | Grèce - Espagne | 1-1   | Euro 2004 (match de groupe)                         |
| 22 août 2007      | Thessalonique Grèce | Grèce - Espagne | 2-3   | Match amical                                        |
| 18 juin 2008      | Innsbruck Autriche  | Espagne - Grèce | 2-1   | Euro 2008 (match de groupe)                         |
| 25 mars 2021      | Grenade Espagne     | Espagne - Grèce | 1 - 1 | Éliminatoires de la Coupe du monde de football 2022 |
| 11 novembre 2021  | Athènes Grèce       | Espagne - Grèce | 0-1   | Éliminatoires de la Coupe du monde de football 2022 |

Bilan
- Total de matchs disputés : 12
- Victoires de l'équipe d'Espagne : 8
- Victoires de l'équipe de Grèce : 2
- Matchs nuls : 3

## H

### Honduras
| Date         | Lieu                         | Match              | Score | Compétition                                          |
| 16 juin 1982 | Valence Espagne              | Espagne - Honduras | 1 - 1 | Coupe du monde de football de 1982 (match de groupe) |
| 21 juin 2010 | Johannesbourg Afrique du Sud | Espagne - Honduras | 2 - 0 | Coupe du monde de football de 2010 (match de groupe) |

Bilan
- Total de matchs disputés : 2
- Victoires de l'équipe d'Espagne : 1
- Victoires de l'équipe du Honduras : 0
- Matchs nuls : 1

### Hongrie
| Date         | Lieu           | Match             | Score  | Compétition             |
| 21 juin 1964 | Madrid Espagne | Espagne - Hongrie | 2-1 ap | Euro 1964 (demi-finale) |

Bilan
- Total de matchs disputés : 1
- Victoires de l'équipe d'Espagne : 1
- Victoires de l'équipe de Hongrie : 0
- Matchs nuls : 0

## I

### Îles Féroé
| Date             | Lieu              | Match                | Score | Compétition                                               |
| 4 septembre 1996 | Toftir Îles Féroé | Îles Féroé - Espagne | 2-6   | Qualifications pour la Coupe du monde de football de 1998 |
| 11 octobre 1997  | Gijón Espagne     | Espagne - Îles Féroé | 3-1   | Qualifications pour la Coupe du monde de football de 1998 |

Bilan
- Total de matchs disputés : 2
- Victoires de l'équipe d'Espagne : 2
- Victoires de l'équipe des Îles Féroé : 0
- Matchs nuls : 0

### Irak
| Date         | Lieu         | Match          | Score | Compétition                              |
| 17 juin 2009 | Bloemfontein | Espagne - Irak | 1-0   | Coupe des confédérations 2009 (Groupe A) |

Bilan partiel
- Total de matchs disputés : 1
- Victoires de l'équipe d'Espagne : 1
- Victoires de l'équipe d'Irak : 0
- Matchs nuls : 0

### Iran
| Date         | Lieu         | Match          | Score | Compétition                    |
| 20 juin 2018 | Kazan Russie | Iran - Espagne | 0-1   | Coupe du monde 2018 (Groupe B) |

Bilan partiel
- Total de matchs disputés : 1
- Victoires de l'équipe d'Espagne : 1
- Victoires de l'équipe d'Iran : 0
- Matchs nuls : 0

### Irlande
| Date         | Lieu   | Match             | Score | Compétition          |
| 14 juin 2012 | Gdańsk | Espagne - Irlande | 4-0   | Euro 2012 (Groupe C) |

Bilan partiel
- Total de matchs disputés : 1
- Victoires de l'équipe d'Espagne : 1
- Victoires de l'équipe d'Irlande : 0
- Matchs nuls : 0
- Buts marqués par l'équipe d'Espagne : 4
- Buts marqués par l'équipe d'Irlande : 0

### Irlande du Nord
| Date             | Lieu        | Match                     | Score | Compétition                                                       |
| 25 juin 1982     | Valence     | Espagne - Irlande du Nord | 0-1   | Coupe du monde 1982 (Groupe 5)                                    |
| 7 juin 1986      | Guadalajara | Espagne - Irlande du Nord | 2-1   | Coupe du monde 1986 (Groupe D)                                    |
| 6 septembre 2006 | Belfast     | Irlande du Nord - Espagne | 3-2   | Éliminatoires du Championnat d'Europe de football 2008 (Groupe F) |
| 21 novembre 2007 | Las Palmas  | Espagne - Irlande du Nord | 3-0   | Éliminatoires du Championnat d'Europe de football 2008 (Groupe F) |

Bilan partiel
- Total de matchs disputés : 4
- Victoires de l'équipe d'Espagne : 2
- Victoires de l'équipe d'Irlande du Nord : 2
- Matchs nuls : 0
- Buts marqués par l'équipe d'Espagne : 7
- Buts marqués par l'équipe d'Irlande du Nord : 4

### Israël
| Date            | Lieu             | Match            | Score | Compétition                                |
| 14 octobre 1998 | Tel Aviv Israël  | Israël - Espagne | 1-2   | Qualifications pour l'Euro 2000            |
| 10 octobre 1999 | Albacete Espagne | Espagne - Israël | 3-0   | Qualifications pour l'Euro 2000            |
| 7 octobre 2000  | Madrid Espagne   | Espagne - Israël | 2-0   | Qualifications pour la Coupe du monde 2002 |
| 6 juin 2001     | Tel Aviv Israël  | Israël - Espagne | 1-1   | Qualifications pour la Coupe du monde 2002 |
| 24 mars 2017    | Gijón Espagne    | Espagne - Israël | 4-1   | Qualifications pour la Coupe du monde 2018 |
| 9 octobre 2017  | Jérusalem Israël | Israël - Espagne | 0-1   | Qualifications pour la Coupe du monde 2018 |

Bilan
- Total de matchs disputés : 6
- Victoires de l'équipe d'Espagne : 5
- Victoires de l'équipe d'Israël : 0
- Matchs nuls : 1

### Italie
| Date             | Lieu                    | Match            | Score              | Compétition                                       |
| 2 septembre 1920 | Anvers Belgique         | Espagne - Italie | 2-0                | Jeux olympiques d'été de 1920 (demi-finale)       |
| 9 mars 1924      | Milan Italie            | Italie - Espagne | 0-0                | amical                                            |
| 25 mai 1924      | Colombes France         | Italie - Espagne | 1-0                | Jeux olympiques d'été de 1924 (tour préliminaire) |
| 14 juin 1925     | Valence Espagne         | Espagne - Italie | 1-0                | amical                                            |
| 29 mai 1927      | Bologne Italie          | Italie - Espagne | 2-0                | amical                                            |
| 22 avril 1928    | Gijón Espagne           | Espagne - Italie | 1-1                | amical                                            |
| 1er juin 1928    | Amsterdam Pays-Bas      | Italie - Espagne | 1-1                | Jeux olympiques d'été de 1928 (deuxième tour)     |
| 4 juin 1928      | Amsterdam Pays-Bas      | Italie - Espagne | 7-1                | Jeux olympiques d'été de 1928 (deuxième tour)     |
| 22 juin 1930     | Bologne Italie          | Italie - Espagne | 2-3                | amical                                            |
| 19 avril 1931    | Bilbao Espagne          | Espagne - Italie | 0-0                | amical                                            |
| 31 mai 1934      | Florence Italie         | Italie - Espagne | 1-1                | Coupe du monde 1934 (quart de finale)             |
| 1er juin 1934    | Florence Italie         | Italie - Espagne | 1-0                | Coupe du monde 1934 (quart de finale)             |
| 19 avril 1942    | Milan Italie            | Italie - Espagne | 4-0                | amical                                            |
| 27 mars 1949     | Madrid Espagne          | Espagne - Italie | 1-3                | amical                                            |
| 28 février 1959  | Rome Italie             | Italie - Espagne | 1-1                | amical                                            |
| 13 mars 1960     | Barcelone Espagne       | Espagne - Italie | 3-1                | amical                                            |
| 21 février 1970  | Madrid Espagne          | Espagne - Italie | 2-2                | amical                                            |
| 20 février 1971  | Cagliari Italie         | Italie - Espagne | 1-2                | amical                                            |
| 25 janvier 1978  | Madrid Espagne          | Espagne - Italie | 2-1                | amical                                            |
| 21 décembre 1978 | Rome Italie             | Italie - Espagne | 1-0                | amical                                            |
| 12 juin 1980     | Milan Italie            | Italie - Espagne | 0-0                | Euro 1980 (premier tour)                          |
| 14 juin 1988     | Francfort Allemagne     | Espagne - Italie | 0-1                | Euro 1988 (premier tour)                          |
| 1er août 1992    | Valence Espagne         | Espagne - Italie | 1-0                | Jeux olympiques d'été de 1992 (quart de finale)   |
| 9 juillet 1994   | Boston États-Unis       | Espagne - Italie | 1-2                | Coupe du monde 1994 (quart de finale)             |
| 18 novembre 1998 | Salerne Italie          | Italie - Espagne | 2-2                | amical                                            |
| 29 mars 2000     | Barcelone Espagne       | Espagne - Italie | 2-0                | amical                                            |
| 28 avril 2004    | Gênes Italie            | Italie - Espagne | 1-1                | amical                                            |
| 27 mars 2008     | Elche Espagne           | Espagne - Italie | 1-0                | amical                                            |
| 22 juin 2008     | Vienne Autriche         | Espagne - Italie | 0-0 (4 t.a.b. à 2) | Euro 2008 (quart de finale)                       |
| 10 août 2011     | Bari Italie             | Italie - Espagne | 2-1                | amical                                            |
| 10 juin 2012     | Gdańsk Pologne          | Espagne - Italie | 1-1                | Euro 2012 (premier tour)                          |
| 1er juillet 2012 | Kiev Ukraine            | Italie - Espagne | 0-4                | Euro 2012 (finale)                                |
| 27 juin 2013     | Fortaleza Brésil        | Espagne - Italie | 0-0 (7 t.a.b. à 6) | Coupe des confédérations 2013 (demi-finale)       |
| 5 mars 2014      | Madrid Espagne          | Espagne - Italie | 1-0                | amical                                            |
| 24 mars 2016     | Udine Italie            | Italie - Espagne | 1-1                | amical                                            |
| 27 juin 2016     | Saint-Denis France      | Italie - Espagne | 2-0                | Euro 2016 (huitième de finale)                    |
| 6 octobre 2016   | Turin Italie            | Italie - Espagne | 1-1                | Qualification pour la Coupe du monde 2018         |
| 2 septembre 2017 | Madrid Espagne          | Espagne - Italie | 3-0                | Qualification pour la Coupe du monde 2018         |
| 6 juillet 2021   | Londres Angleterre      | Italie - Espagne | 1-1 (4-2)          | Euro 2020 (demi-finale)                           |
| 6 octobre 2021   | Milan Italie            | Italie - Espagne | 1-2                | Ligue des nations 2020-21 (demi-finale)           |
| 15 juin 2023     | Enschede Pays-Bas       | Espagne - Italie | 2-1                | Ligue des nations 2022-23 (demi-finale)           |
| 20 juin 2024     | Gelsenkirchen Allemagne | Espagne - Italie | 1-0                | Euro 2024 (premier tour)                          |

Bilan
- Total de matchs disputés : 42
- Victoires de l'équipe d'Italie : 11
- Matchs nuls : 16
- Victoires de l'équipe d'Espagne : 15
- Buts marqués par l'équipe d'Italie : 46
- Buts marqués par l'équipe d'Espagne : 46

## J

### Japon
| Date            | Lieu            | Match           | Score | Compétition         |
| 25 avril 2001   | Cordoue Espagne | Espagne - Japon | 1-0   | Match amical        |
| 1 Decembre 2022 | Doha Qatar      | Japon / Espagne | 2-1   | Coupe du Monde 2022 |

Bilan
- Total de matchs disputés : 2
- Victoire de l'équipe d'Espagne : 1
- Victoire de l'équipe du Japon : 1
- Match nul : 1

## K

### Kosovo
| Date             | Lieu            | Match            | Score | Compétition                                               |
| 31 mars 2021     | Séville Espagne | Espagne - Kosovo | 3-1   | Qualifications pour la Coupe du monde de football de 2022 |
| 8 septembre 2021 | Pristina Kosovo | Kosovo - Espagne | 0-2   | Qualifications pour la Coupe du monde de football de 2022 |

Bilan
- Total de matchs disputés : 2
- Victoires de l'équipe d'Espagne : 2
- Victoires de l'équipe du Kosovo : 0
- Matchs nuls : 0

## L

### Lettonie
| Date              | Lieu            | Match              | Score | Compétition                                               |
| 23 septembre 1992 | Riga Lettonie   | Lettonie - Espagne | 0-0   | Qualifications pour la Coupe du monde de football de 1994 |
| 16 décembre 1992  | Séville Espagne | Espagne - Lettonie | 5-0   | Qualifications pour la Coupe du monde de football de 1994 |
| 2 juin 2007       | Riga Lettonie   | Lettonie - Espagne | 0-2   | Qualifications de l'Euro 2008                             |
| 12 septembre 2007 | Oviedo Espagne  | Espagne - Lettonie | 2-0   | Qualifications de l'Euro 2008                             |

Bilan
- Total de matchs disputés : 4
- Victoires de l'équipe d'Espagne : 3
- Victoires de l'équipe de Lettonie : 0
- Matchs nuls : 1

### Liechtenstein
| Date             | Lieu                | Match                   | Score | Compétition                                               |
| 24 mars 2001     | Alicante Espagne    | Espagne - Liechtenstein | 5-0   | Qualifications pour la Coupe du monde de football de 2002 |
| 5 septembre 2001 | Vaduz Liechtenstein | Liechtenstein - Espagne | 0-2   | Qualifications pour la Coupe du monde de football de 2002 |
| 2 septembre 2006 | Badajoz Espagne     | Espagne - Liechtenstein | 4-0   | Éliminatoires de l'Euro 2008                              |
| 6 juin 2007      | Vaduz Liechtenstein | Liechtenstein - Espagne | 0-2   | Qualifications pour l'Euro 2008                           |
| 3 septembre 2010 | Vaduz Liechtenstein | Liechtenstein - Espagne | 0-4   | Éliminatoires de l'Euro 2012                              |
| 6 septembre 2011 | Logroño Espagne     | Espagne - Liechtenstein | 6-0   | Éliminatoires de l'Euro 2012                              |
| 5 septembre 2016 | León Espagne        | Espagne - Liechtenstein | 8-0   | Qualifications pour la Coupe du monde de football de 2018 |
| 5 septembre 2017 | Vaduz Liechtenstein | Liechtenstein - Espagne | 0-8   | Qualifications pour la Coupe du monde de football de 2018 |

Bilan
- Total de matchs disputés : 8
- Victoires de l'équipe d'Espagne : 8
- Victoires de l'équipe du Liechtenstein : 0
- Matchs nuls : 0

### Lituanie
| Date            | Lieu               | Match              | Score | Compétition                                |
| 24 février 1993 | Séville Espagne    | Espagne - Lituanie | 5-0   | Qualifications pour la Coupe du monde 1994 |
| 2 juin 1993     | Vilnius Lituanie   | Lituanie - Espagne | 0-2   | Qualifications pour la Coupe du monde 1994 |
| 13 octobre 2004 | Vilnius Lituanie   | Lituanie - Espagne | 0-0   | Qualifications pour la Coupe du monde 2006 |
| 12 octobre 2005 | Valence Espagne    | Espagne - Lituanie | 1-0   | Qualifications pour la Coupe du monde 2006 |
| 8 octobre 2010  | Salamanque Espagne | Espagne - Lituanie | 3-1   | Qualifications pour l'Euro 2012            |
| 29 mars 2011    | Kaunas Lituanie    | Lituanie - Espagne | 1-3   | Qualifications pour l'Euro 2012            |
| 8 juin 2021     | Leganés Espagne    | Espagne - Lituanie | 4-0   | Match amical                               |

Bilan
- Total de matchs disputés : 7
- Victoires de l'équipe d'Espagne : 6
- Victoires de l'équipe de Lituanie : 0
- Matchs nuls : 1

### Luxembourg
| Date              | Lieu                          | Match                | Score | Compétition  |
| 14 octobre 1981   | Valence Espagne               | Espagne - Luxembourg | 3-0   | Match amical |
| 29 février 1984   | Luxembourg (ville) Luxembourg | Luxembourg - Espagne | 0-1   | Match amical |
| 23 septembre 1987 | Castellón Espagne             | Espagne - Luxembourg | 2-0   | Match amical |
| 7 juin 2000       | Luxembourg (ville) Luxembourg | Luxembourg - Espagne | 0-1   | Match amical |

Bilan
- Total de matchs disputés : 4
- Victoires de l'équipe d'Espagne : 4
- Victoires de l'équipe du Luxembourg : 0
- Matchs nuls : 0

## M

### Macédoine
| Date             | Lieu                     | Match                       | Score | Compétition                                            |
| 12 octobre 1994  | Skopje Macédoine du Nord | Macédoine du Nord - Espagne | 0-9   | Éliminatoires du Championnat d'Europe de football 1996 |
| 15 novembre 1995 | Elche Espagne            | Espagne - Macédoine         | 3-0   | Éliminatoires du Championnat d'Europe de football 1996 |

Bilan
- Total de matchs disputés : 2
- Victoires de l'équipe d'Espagne : 2
- Victoires de l'équipe de Macédoine du Nord : 0
- Matchs nuls : 0

### Maroc
| Date             | Lieu               | Match           | Score    | Compétition                                               |
| 12 novembre 1961 | Casablanca Maroc   | Maroc - Espagne | 0-1      | Qualifications pour la Coupe du monde de football de 1962 |
| 23 novembre 1961 | Madrid Espagne     | Espagne - Maroc | 3-2      | Qualifications pour la Coupe du monde de football de 1962 |
| 25 juin 2018     | Kaliningrad Russie | Espagne - Maroc | 2-2      | Coupe du monde 2018 (Groupe B)                            |
| 6 décembre 2022  | Al Rayyan Qatar    | Maroc - Espagne | 0-0(3-0) | Coupe du monde de football 2022 (Huitièmes de finale)     |

Bilan
- Total de matchs disputés : 4
- Victoires de l'équipe d'Espagne : 2
- Victoires de l'équipe du Maroc : 0
- Matchs nuls : 2

### Mexique
| Date             | Lieu                       | Match             | Score | Compétition                        |
| 30 mai 1928      | Amsterdam                  | Espagne - Mexique | 7-1   | Jeux Olympiques de 1928 (1er tour) |
| 3 juin 1962      | Viña del Mar               | Espagne - Mexique | 1-0   | Coupe du monde 1962 (Groupe C)     |
| 23 avril 1969    | Séville                    | Mexique - Espagne | 0-0   | Match amical                       |
| 26 avril 1978    | Granada                    | Espagne - Mexique | 2-0   | Match amical                       |
| 24 juin 1981     | Mexico                     | Mexique - Espagne | 1-3   | Match amical                       |
| 27 janvier 1993  | Las Palmas de Gran Canaria | Espagne - Mexique | 1-1   | Match amical                       |
| 14 novembre 2001 | Huelva                     | Espagne - Mexique | 1-0   | Match amical                       |
| 11 août 2010     | Mexico                     | Mexique - Espagne | 1-1   | Match amical                       |

Bilan partiel
- Total de matchs disputés : 8
- Victoires de l'équipe d'Espagne : 5
- Victoires de l'équipe du Mexique : 0
- Matchs nuls : 3
- Buts marqués par l'équipe d'Espagne : 16
- Buts marqués par l'équipe du Mexique : 4

## N

### Nigeria
| Date         | Lieu             | Match             | Score | Compétition                                   |
| 13 juin 1998 | Nantes           | Espagne - Nigeria | 2-3   | Coupe du monde de football de 1998 (Groupe D) |
| 24 juin 2013 | Fortaleza Brésil | Nigeria - Espagne | 0-3   | Coupe des confédérations 2013 (groupe B)      |

Bilan
- Total de matchs disputés : 2
- Victoires de l'équipe du Nigeria : 1
- Victoires de l'équipe d'Espagne : 1
- Matchs nuls : 0

### Norvège
| Date             | Lieu                                | Match             | Score | Compétition                                            |
| 29 mars 1978     | Gijón, Espagne                      | Espagne - Norvège | 3-0   | Match amical                                           |
| 7 février 1996   | Las Palmas de Gran Canaria, Espagne | Espagne - Norvège | 1-0   | Match amical                                           |
| 24 avril 1996    | Oslo, Norvège                       | Norvège - Espagne | 0-0   | Match amical                                           |
| 13 juin 2000     | Rotterdam, Pays-Bas                 | Norvège - Espagne | 1-0   | Euro 2000 (Groupe C)                                   |
| 15 novembre 2003 | Valence, Espagne                    | Espagne - Norvège | 2-1   | Barrage de qualification à l'Euro 2004                 |
| 19 novembre 2003 | Oslo, Norvège                       | Norvège - Espagne | 0-3   | Barrage de qualification à l'Euro 2004                 |
| 23 mars 2019     | Valencia, Espagne                   | Espagne - Norvège | 2-1   | Éliminatoires du Championnat d'Europe de football 2020 |
| 12 Octobre 2019  | Oslo, Norvège                       | Norvège - Espagne | 1-1   | Éliminatoires du Championnat d'Europe de football 2020 |
| 25 Mars 2023     | Madrid Espagne                      | Espagne - Norvège |       | Éliminatoire Euro 2024                                 |
| 15 Octobre 2023  | Oslo, Norvège                       | Norvège - Espagne |       | Éliminatoire Euro 2024                                 |

Bilan
- Total de matchs disputés : 7
- Victoires de l'équipe de Norvège : 2
- Matchs nuls : 1
- Victoires de l'équipe d'Espagne : 6
- Total de buts marqués par l'équipe de Norvège : 3
- Total de buts marqués par l'équipe d'Espagne : 8

### Nouvelle-Zélande
| Date         | Lieu       | Match                      | Score | Compétition                              |
| 14 juin 2009 | Rustenburg | Espagne - Nouvelle-Zélande | 5-0   | Coupe des confédérations 2009 (Groupe A) |

Bilan partiel
- Total de matchs disputés : 1
- Victoires de l'équipe d'Espagne : 1
- Victoires de l'équipe de Nouvelle-Zélande : 0
- Matchs nuls : 0

## P

### Paraguay
| Date            | Lieu                         | Match              | Score | Compétition                           |
| 19 juin 1998    | Saint-Étienne France         | Espagne - Paraguay | 0-0   | Coupe du monde 1998 (match de groupe) |
| 7 juin 2002     | Jeonju Corée du Sud          | Espagne - Paraguay | 3-1   | Coupe du monde 2002 (match de groupe) |
| 16 octobre 2002 | Logroño Espagne              | Espagne - Paraguay | 0-0   | amical                                |
| 2 juillet 2010  | Johannesbourg Afrique du Sud | Paraguay - Espagne | 0-1   | Coupe du monde 2010 Quart-de-finale   |

Bilan
- Total de matchs disputés : 4
- Victoire de l'équipe d'Espagne : 2
- Victoire de l'équipe du Paraguay : 0
- Matches nuls : 2
- Buts pour l'équipe d'Espagne : 4
- But pour l'équipe du Paraguay : 1

### Pays de Galles
| Date            | Lieu                   | Match                 | Score | Compétition                                |
| 19 avril 1961   | Cardiff Pays de Galles | P.de Galles - Espagne | 1-2   | Qualifications pour la Coupe du monde 1962 |
| 18 mai 1961     | Madrid Espagne         | Espagne - P.de Galles | 1-1   | Qualifications pour la Coupe du monde 1962 |
| 24 mars 1982    | Valence Espagne        | Espagne - P.de Galles | 1-1   | Match amical                               |
| 17 octobre 1984 | Séville Espagne        | Espagne - P.de Galles | 2-0   | Qualifications pour la Coupe du monde 1986 |
| 30 avril 1985   | Wrexham Pays de Galles | P.de Galles - Espagne | 3-0   | Qualifications pour la Coupe du monde 1986 |
| 11 octobre 2018 | Cardiff Pays de Galles | P.de Galles - Espagne | 1-4   | Match amical                               |

Bilan
- Total de matchs disputés : 6
- Victoires de l'équipe d'Espagne : 3
- Victoires de l'équipe du pays de Galles : 1
- Matchs nuls : 2

### Pays-Bas
| Date             | Lieu                         | Match              | Score  | Compétition                                     |
| 5 septembre 1920 | Anvers Belgique              | Espagne - Pays-Bas | 3-1    | Jeux olympiques de 1920                         |
| 30 janvier 1957  | Madrid Espagne               | Espagne - Pays-Bas | 5-1    | Match amical                                    |
| 2 mai 1973       | Amsterdam Pays-Bas           | Pays-Bas - Espagne | 3-2    | Match amical                                    |
| 23 janvier 1980  | Vigo Espagne                 | Espagne - Pays-Bas | 1-0    | Match amical                                    |
| 16 février 1983  | Séville Espagne              | Espagne-Pays-Bas   | 1-0    | Qualifications pour l'Euro 1984                 |
| 16 novembre 1983 | Rotterdam Pays-Bas           | Pays-Bas - Espagne | 2-1    | Qualifications pour l'Euro 1984                 |
| 21 janvier 1987  | Barcelone Espagne            | Espagne - Pays-Bas | 1-1    | Match amical                                    |
| 15 novembre 2000 | Séville Espagne              | Espagne - Pays-Bas | 1-2    | Match amical                                    |
| 27 mars 2002     | Rotterdam Pays-Bas           | Pays-Bas - Espagne | 1-0    | Match amical                                    |
| 11 juillet 2010  | Johannesbourg Afrique du Sud | Pays-Bas - Espagne | 0-1a.p | Finale de la Coupe du monde de football de 2010 |
| 13 juin 2014     | Salvador Brésil              | Pays-Bas - Espagne | 5-1    | Coupe du monde 2014 ( Groupe B)                 |

Bilan
- Total de matchs disputés : 11
- Victoires de l'équipe d'Espagne : 5
- Victoires de l'équipe des Pays-Bas : 5
- Match nul : 1
- Buts pour l'équipe d'Espagne : 17
- Buts pour l'équipe des Pays-Bas : 16

### Pérou
| Date            | Lieu              | Match           | Score | Compétition |
| 10 juillet 1960 | Lima Pérou        | Pérou - Espagne | 1-3   | amical      |
| 18 février 2004 | Barcelone Espagne | Espagne - Pérou | 2-1   | amical      |

Bilan partiel
- Total de matchs disputés : 2
- Victoires de l'équipe d'Espagne : 2
- Victoires de l'équipe du Pérou : 0
- Matchs nuls : 0

### Pologne
| Date              | Lieu                           | Match             | Score | Compétition                 |
| 28 juin 1959      | Chorzów Pologne                | Pologne - Espagne | 2-4   | Qualifications Euro 1960    |
| 14 octobre 1959   | Madrid Espagne                 | Espagne - Pologne | 3-0   | Qualifications Euro 1960    |
| 12 novembre 1980  | Barcelone Espagne              | Espagne - Pologne | 1-2   | Match amical                |
| 18 novembre 1981  | Łódź Pologne                   | Pologne - Espagne | 2-3   | Match amical                |
| 26 mars 1986      | Cadix Espagne                  | Espagne - Pologne | 3-0   | Match amical                |
| 20 septembre 1989 | La Corogne Espagne             | Espagne - Pologne | 1-0   | Match amical                |
| 9 février 1994    | Santa Cruz de Tenerife Espagne | Espagne - Pologne | 1-1   | Match amical                |
| 18 août 1999      | Varsovie Pologne               | Pologne - Espagne | 1-2   | Match amical                |
| 26 janvier 2000   | Carthagène Espagne             | Espagne - Pologne | 3-0   | Match amical                |
| 8 juin 2010       | Murcie Espagne                 | Espagne - Pologne | 6-0   | Préparation Mondial 2010    |
| 19 juin 2021      | Séville Espagne                | Espagne - Pologne | 1-1   | Euro 2020 (match de groupe) |

Bilan
- Total de matchs disputés : 11
- Victoires de l'équipe de Pologne : 1
- Victoires de l'équipe d'Espagne : 8
- Matchs nuls : 2

### Portugal
| Date              | Lieu                          | Match              | Score              | Compétition                                |
| 18 décembre 1921  | Madrid Espagne                | Espagne - Portugal | 3-1                | Match amical                               |
| 17 décembre 1922  | Lisbonne Portugal             | Portugal - Espagne | 1-2                | Match amical                               |
| 16 décembre 1923  | Séville Espagne               | Espagne - Portugal | 3-0                | Match amical                               |
| 15 mai 1925       | Lisbonne Portugal             | Portugal - Espagne | 0-2                | Match amical                               |
| 29 mai 1927       | Madrid Espagne                | Espagne - Portugal | 2-0                | Match amical                               |
| 8 janvier 1928    | Lisbonne Portugal             | Portugal - Espagne | 2-2                | Match amical                               |
| 17 mars 1929      | Séville Espagne               | Espagne - Portugal | 5-0                | Match amical                               |
| 30 novembre 1930  | Porto Portugal                | Portugal - Espagne | 0-1                | Match amical                               |
| 2 avril 1933      | Vigo République espagnole     | Espagne - Portugal | 3-0                | Match amical                               |
| 11 mars 1934      | Madrid République espagnole   | Espagne - Portugal | 9-0                | Qualifications pour la coupe du monde 1934 |
| 18 mars 1934      | Lisbonne Portugal             | Portugal - Espagne | 1-2                | Qualifications pour la coupe du monde 1934 |
| 5 mai 1935        | Lisbonne Portugal             | Portugal - Espagne | 3-3                | Match amical                               |
| 28 janvier 1937   | Vigo République espagnole     | Espagne - Portugal | 1-2                | Match amical                               |
| 30 janvier 1938   | Lisbonne Portugal             | Portugal - Espagne | 1-0                | Match amical                               |
| 12 janvier 1941   | Lisbonne Portugal             | Portugal - Espagne | 2-2                | Match amical                               |
| 16 mars 1941      | Bilbao Espagne                | Espagne - Portugal | 4-1                | Match amical                               |
| 11 mars 1945      | Lisbonne Portugal             | Portugal - Espagne | 2-2                | Match amical                               |
| 6 mai 1945        | La Corogne Espagne            | Espagne - Portugal | 4-2                | Match amical                               |
| 26 janvier 1947   | Lisbonne Portugal             | Portugal - Espagne | 4-1                | Match amical                               |
| 20 mars 1949      | Lisbonne Portugal             | Portugal - Espagne | 1-1                | Match amical                               |
| 2 avril 1950      | Madrid Espagne                | Espagne - Portugal | 5-1                | Qualifications pour la Coupe du monde 1950 |
| 9 avril 1950      | Lisbonne Portugal             | Portugal - Espagne | 2-2                | Qualifications pour la Coupe du monde 1950 |
| 3 juin 1956       | Lisbonne Portugal             | Portugal - Espagne | 3-1                | Match amical                               |
| 13 avril 1958     | Madrid V                      | Espagne - Portugal | 1-0                | Match amical                               |
| 15 novembre 1964  | Porto Portugal                | Portugal - Espagne | 2-1                | Match amical                               |
| 26 septembre 1979 | Vigo Espagne                  | Espagne - Portugal | 1-1                | Match amical                               |
| 20 juin 1981      | Porto Portugal                | Portugal - Espagne | 2-0                | Match amical                               |
| 17 juin 1984      | Marseille France              | Portugal - Espagne | 1-1                | Euro 1984                                  |
| 16 janvier 1991   | Castellón de la Plana Espagne | Espagne - Portugal | 1-1                | Match amical                               |
| 15 janvier 1992   | Torres Novas Portugal         | Portugal - Espagne | 0-0                | Match amical                               |
| 19 janvier 1994   | Vigo Espagne                  | Espagne - Portugal | 2-2                | Match amical                               |
| 13 février 2002   | Barcelone Espagne             | Espagne - Portugal | 1-1                | Match amical                               |
| 6 septembre 2003  | Lisbonne Portugal             | Portugal - Espagne | 0-3                | Match amical                               |
| 20 juin 2004      | Lisbonne Portugal             | Portugal - Espagne | 1-0                | Euro 2004                                  |
| 29 juin 2010      | Le Cap Afrique du Sud         | Portugal - Espagne | 0-1                | Coupe du monde 2010 (huitièmes de finale)  |
| 17 novembre 2010  | Lisbonne Portugal             | Portugal - Espagne | 4-0                | Match amical                               |
| 27 juin 2012      | Donetsk Ukraine               | Portugal - Espagne | 0-0 a.p, 2-4 t.a.b | Euro 2012 (demi-finale)                    |
| 15 juin 2018      | Sotchi Russie                 | Portugal - Espagne | 3-3                | Coupe du monde 2018 (Groupe B)             |
| 2 Juin 2022       | Séville Espagne               | Espagne - Portugal | 1-1                | UEFA Nations League 22/23 (Groupe2)        |
| 27 Septembre 2022 | Braga Potugal                 | Portugal - Espagne | 0-1                | UEFA Nations League 22/23 (Groupe2)        |
| 8 Juin 2025       | Munich Allemagne              | Portugal - Espagne | 2-2 (5-3)          | UEFA Nations League (Finale)               |

Bilan
- Total de matchs disputés : 41
- Victoires de l'équipe du Portugal : 9
- Victoires de l'équipe d'Espagne : 17
- Match nul : 15
- Buts marqués par l'équipe du Portugal : 49
- Buts marqués par l'équipe d'Espagne : 77

## R

### République tchèque
| Date           | Lieu                      | Match                        | Score | Compétition                                |
| 9 octobre 1996 | Prague République tchèque | République tchèque - Espagne | 0-0   | Qualifications pour la Coupe du monde 1998 |
| 8 juin 1997    | Valladolid Espagne        | Espagne - République tchèque | 1-0   | Qualifications pour la Coupe du monde 1998 |
| 13 juin 2016   | Toulouse France           | Espagne - République tchèque | 1-0   | Euro 2016 (match de groupe)                |

Bilan
- Total de matchs disputés : 3
- Victoires de l'équipe d'Espagne : 2
- Victoires de l'équipe de République tchèque : 0
- Matchs nuls : 1

### Russie
| Date              | Lieu                     | Match            | Score       | Compétition                              |
| 23 septembre 1998 | Grenade Espagne          | Espagne - Russie | 1-0         | Amical                                   |
| 12 juin 2004      | Faro Portugal            | Espagne - Russie | 1-0         | Euro 2004 (match de groupe)              |
| 27 mai 2006       | Albacete Espagne         | Espagne - Russie | 0-0         | Amical                                   |
| 10 juin 2008      | Innsbruck Autriche       | Espagne - Russie | 4-1         | Euro 2008 (match de groupe)              |
| 26 juin 2008      | Vienne Autriche          | Russie - Espagne | 0-3         | Euro 2008 (demi-finale)                  |
| 14 novembre 2017  | Saint-Pétersbourg Russie | Russie - Espagne | 3-3         | Amical                                   |
| 1er juillet 2018  | Moscou Russie            | Espagne - Russie | 1-1 (3 - 4) | Coupe du monde 2018 (Huitième de finale) |

Bilan
- Total de matchs disputés : 7
- Victoires de l'équipe d'Espagne : 4
- Victoires de l'équipe de Russie : 0
- Matchs nuls : 3

## S

### Saint-Marin
| Date            | Lieu              | Match                 | Score | Compétition                                |
| 31 mars 1999    | Saint-Marin       | Saint-Marin - Espagne | 0 - 6 | Éliminatoires de l'Euro 2000               |
| 5 juin 1999     | Vila-real Espagne | Espagne - Saint-Marin | 9 - 0 | Éliminatoires de l'Euro 2000               |
| 9 février 2005  | Almería Espagne   | Espagne - Saint-Marin | 5 - 0 | Qualifications pour la Coupe du monde 2006 |
| 12 octobre 2005 | Saint-Marin       | Saint-Marin - Espagne | 0 - 6 | Qualifications pour la Coupe du monde 2006 |

Bilan
- Total de matchs disputés : 4
- Victoires de l'équipe d'Espagne : 4
- Victoires de l'équipe de Saint-Marin : 0
- Matchs nuls : 0

### Serbie-et-Monténégro
| Date             | Lieu                          | Match                          | Score | Compétition                                |
| 3 mars 2005      | Belgrade Serbie-et-Monténégro | Serbie-et-Monténégro - Espagne | 0-0   | Qualifications pour la Coupe du monde 2006 |
| 7 septembre 2005 | Madrid Espagne                | Espagne - Serbie-et-Monténégro | 1-1   | Qualifications pour la Coupe du monde 2006 |
| 5 Septembre 2024 | Belgrade Serbie-et-Monténégro | Serbie vs Espagne              |       | LIGUE DES NATIONS 24/25                    |
| 15 Octobre 2024  | Madrid Espagne                | Espagne - Serbie               |       | LIGUE DES NATIONS 24/25                    |

Bilan
- Total de matchs disputés : 2
- Victoires de l'équipe de Serbie-et-Monténégro : 0
- Victoires de l'équipe d'Espagne : 0
- Matchs nuls : 2

### Slovaquie
| Date              | Lieu                 | Match               | Score | Compétition                                               |
| 13 novembre 1996  | Tenerife Espagne     | Espagne - Slovaquie | 4-1   | Qualifications pour la Coupe du monde de football de 1998 |
| 24 septembre 1997 | Bratislava Slovaquie | Slovaquie - Espagne | 1-2   | Qualifications pour la Coupe du monde 1998                |
| 12 novembre 2005  | Madrid Espagne       | Espagne - Slovaquie | 5-1   | Qualifications pour la Coupe du monde 2006                |
| 16 novembre 2005  | Bratislava Slovaquie | Espagne - Slovaquie | 1-1   | Qualifications pour la Coupe du monde 2006                |
| 9 octobre 2014    | Bratislava Slovaquie | Slovaquie - Espagne | 2-1   | Qualifications pour l'Euro 2016                           |
| 5 septembre 2015  | Madrid Espagne       | Espagne - Slovaquie | 2-0   | Qualifications pour l'Euro 2016                           |
| 23 juin 2021      | Séville Espagne      | Slovaquie - Espagne | 0-5   | Euro 2020 (match de groupe)                               |

Bilan
- Total de matchs disputés : 7
- Victoires de l'équipe d'Espagne : 5
- Victoire de l'équipe de Slovaquie : 1
- Match nul : 1
- Buts pour l'équipe d'Espagne : 20
- Buts pour l'équipe de Slovaquie : 6

Sources
- (sk) Reprezentácia - Slovenský futbalový zväz : Matchs de l'équipe de Slovaquie de football sur le site de la Fédération slovaque de football

### Slovénie
| Date         | Lieu                 | Match              | Score | Compétition                           |
| 18 juin 2000 | Amsterdam Pays-Bas   | Slovénie - Espagne | 1-2   | Euro 2000 (match de groupe)           |
| 2 juin 2002  | Gwangju Corée du Sud | Espagne - Slovénie | 3-1   | Coupe du monde 2002 (match de groupe) |

Bilan
- Total de matchs disputés : 2
- Victoires de l'équipe d'Espagne : 2
- Victoires de l'équipe de Slovénie : 0
- Matchs nuls : 0

### Suède
| Date               | Lieu                   | Match           | Score | Compétition                   |
| 1er septembre 1920 | Anvers Belgique        | Suède - Espagne | 1 - 2 | Jeux olympiques d'été de 1920 |
| 16 juillet 1950    | São Paulo Brésil       | Suède - Espagne | 3 - 1 | Coupe du monde 1950           |
| 17 juin 1951       | Stockholm Suède        | Suède - Espagne | 0 - 0 | amical                        |
| 8 novembre 1953    | Bilbao Espagne         | Espagne - Suède | 2 - 2 | amical                        |
| 28 février 1968    | Séville Espagne        | Espagne - Suède | 3 - 1 | amical                        |
| 2 mai 1968         | Malmö Suède            | Suède - Espagne | 1 - 1 | amical                        |
| 11 juin 1978       | Buenos Aires Argentine | Suède - Espagne | 0 - 1 | Coupe du monde 1978           |
| 1er juin 1988      | Salamanque Espagne     | Espagne - Suède | 1 - 3 | amical                        |
| 25 mars 1998       | Vigo Espagne           | Espagne - Suède | 4 - 0 | amical                        |
| 3 juin 2000        | Göteborg Suède         | Suède - Espagne | 1 - 1 | amical                        |
| 7 octobre 2006     | Solna Suède            | Suède - Espagne | 2 - 0 | Éliminatoires de l'Euro 2008  |
| 17 novembre 2007   | Madrid Espagne         | Espagne - Suède | 3 - 0 | Éliminatoires de l'Euro 2008  |
| 14 juin 2008       | Innsbruck Autriche     | Suède - Espagne | 1 - 2 | Euro 2008                     |
| 14 juin 2021       | Séville Espagne        | Espagne - Suède | 0 - 0 | Euro 2020                     |

Bilan
- Total de matchs disputés : 14
- Victoires de l'équipe d'Espagne : 6
- Victoires de l'équipe de Suède : 3
- Matchs nuls : 5
- Buts Marqués par l'équipe d'Espagne : 21
- Buts Marqués par l'équipe de Suède : 15

### Suisse
| Date              | Lieu                   | Match            | Score   | Compétition               |
| 1er juin 1925     | Berne                  | Suisse - Espagne | 0 - 3   | Match amical              |
| 17 avril 1927     | Espagne Santander      | Espagne - Suisse | 1 - 0   | Match amical              |
| 3 mai 1936        | Berne                  | Suisse - Espagne | 0 - 2   | Match amical              |
| 28 décembre 1941  | Valence                | Espagne - Suisse | 3 - 2   | Match amical              |
| 20 juin 1948      | Zurich                 | Suisse - Espagne | 3 - 3   | Match amical              |
| 18 février 1951   | Madrid                 | Espagne - Suisse | 6 - 3   | Match amical              |
| 19 juin 1955      | Genève                 | Suisse - Espagne | 0 - 3   | Match amical              |
| 10 mars 1957      | Madrid                 | Espagne - Suisse | 2 - 2   | Qualifications CM         |
| 24 novembre 1957  | Lausanne               | Suisse - Espagne | 1 - 4   | Qualifications CM         |
| 15 juillet 1966   | Sheffield              | Espagne - Suisse | 2 - 1   | Coupe du monde            |
| 26 mars 1969      | Valence                | Espagne - Suisse | 1 - 0   | Match amical              |
| 22 avril 1970     | Lausanne               | Suisse - Espagne | 0 - 1   | Match amical              |
| 21 septembre 1977 | Berne                  | Suisse - Espagne | 1 - 2   | Match amical              |
| 28 avril 1982     | Valence                | Espagne - Suisse | 2 - 0   | Match amical              |
| 26 mai 1984       | Genève                 | Suisse - Espagne | 0 - 4   | Match amical              |
| 5 juin 1988       | Bâle                   | Suisse - Espagne | 1-1     | Match amical              |
| 13 décembre 1989  | Santa Cruz de Tenerife | Espagne - Suisse | 2 - 1   | Match amical              |
| 2 juillet 1994    | Washington             | Espagne - Suisse | 3 - 0   | Coupe du monde            |
| 16 juin 2010      | Durban                 | Espagne - Suisse | 0 - 1   | Coupe du monde            |
| 3 juin 2018       | Vila-real              | Espagne - Suisse | 1 - 1   | Match amical              |
| 10 Octobre 2020   | Valence                | Espagne - Suisse | 1-0     | Ligue Des Nation 20/21    |
| 14 Novembre 2020  | Bâle                   | Suisse - Espagne | 1-1     | Ligue Des Nation 20/21    |
| 2 Juillet 2021    | Saint Petersburg       | Suisse - Espagne | 1-1(1-3 | Euro 2021 (1/4 De Finale) |
| 9 Juin 2022       | Bâle                   | Suisse - Espagne | 0-1     | Ligue Des Nation 22/23    |
| 24 Septembre 2022 | Madrid                 | Espagne - Suisse | 1-2     | Ligue Des Nation 22/23    |
| 8 Septembre 2024  | Genève                 | Suisse - Espagne |         | Ligue Des Nation 24/25    |
| 18 Novembre 2024  | Bilbao                 | Espagne - Suisse |         | Ligue Des Nation 24/25    |

Bilan
- Total de matchs disputés : 25
- Victoires de l'équipe d'Espagne : 18
  - Plus large victoire : 4-0
  - Total des buts marqués : 51
- Victoires de l'équipe de Suisse : 2
  - Plus large victoire : 1-0
  - Total des buts marqués : 21
- Match nul : 5

Source
- www.fifa.com

## T

### Tchécoslovaquie
| Date             | Lieu              | Match                     | Score | Compétition                                            |
| 1er janvier 1930 | Barcelone Espagne | Espagne - Tchécoslovaquie | 1-0   | Match amical                                           |
| 14 juin 1930     | Prague            | Tchécoslovaquie - Espagne | 2-0   | Match amical                                           |
| 26 avril 1936    | Prague            | Tchécoslovaquie - Espagne | 1-0   | Match amical                                           |
| 31 mai 1962      | Viña del Mar      | Tchécoslovaquie - Espagne | 1-0   | Coupe du monde 1962 (Groupe C)                         |
| 1er octobre 1967 | Prague            | Tchécoslovaquie - Espagne | 1-0   | Tour Préliminaire Euro 1968                            |
| 22 octobre 1967  | Madrid            | Espagne - Tchécoslovaquie | 2-1   | Tour Préliminaire Euro 1968                            |
| 14 mars 1979     | Bratislava        | Tchécoslovaquie - Espagne | 1-0   | Match amical                                           |
| 24 février 1988  | Malaga            | Espagne - Tchécoslovaquie | 1-2   | Match amical                                           |
| 21 février 1990  | Alicante          | Espagne - Tchécoslovaquie | 1-0   | Match amical                                           |
| 14 novembre 1990 | Prague            | Tchécoslovaquie - Espagne | 3-2   | Match de Groupes pour la Qualifications de l'Euro 1992 |
| 13 novembre 1991 | Séville           | Espagne - Tchécoslovaquie | 2-1   | Match de Groupes pour la Qualifications de l'Euro 1992 |

Bilan partiel
- Total de matchs disputés : 11
- Victoires de l'équipe d'Espagne : 4
- Victoires de l'équipe de Tchécoslovaquie : 7
- Matchs nuls : 0
- Buts marqués par l'équipe d'Espagne : 9
- Buts marqués par l'équipe de Tchécoslovaquie : 10

### Tahiti
| Date         | Lieu           | Équipe 1 | Score  | Équipe 2 | Compétition                              |
| 20 juin 2013 | Rio de Janeiro | Espagne  | 10 - 0 | Tahiti   | Coupe des confédérations 2013 (groupe B) |

Bilan
- Total de matchs disputés : 1
- Victoire de l'équipe d'Espagne : 1
- Match nul : 0
- Victoire de l'équipe de Tahiti : 0

### Tunisie
| Date         | Lieu      | Match             | Score | Compétition                    |
| 19 juin 2006 | Stuttgart | Espagne - Tunisie | 3-1   | Coupe du monde 2006 (groupe H) |
| 9 juin 2018  | Krasnodar | Tunisie - Espagne | 0-1   | Match amical                   |

Bilan
- Total de matchs disputés : 2
- Victoires de l'équipe d'Espagne : 2
- Matchs nuls : 0
- Victoires de l'équipe de Tunisie : 0

Détail des matchs

### Turquie
| Date             | Lieu     | Match             | Score | Compétition                                                |
| 8 juin 1952      | Istanbul | Turquie - Espagne | 0-0   | Match amical                                               |
| 6 janvier 1954   | Madrid   | Espagne - Turquie | 4-1   | (Qualification pour la Coupe du monde de football de 1954) |
| 14 mars 1954     | Istanbul | Turquie - Espagne | 1-0   | (Qualification pour la Coupe du monde de football de 1954) |
| 17 mars 1954     | Rome     | Turquie - Espagne | 2-2   | (Qualification pour la Coupe du monde de football de 1954) |
| 6 novembre 1957  | Madrid   | Espagne - Turquie | 3-0   | Match amical                                               |
| 1er février 1967 | Istanbul | Turquie - Espagne | 0-0   | (Qualification pour l'Euro 1968)                           |
| 31 mai 1967      | Bilbao   | Espagne - Turquie | 2-0   | (Qualification pour l'Euro 1968)                           |
| 17 octobre 1973  | Istanbul | Turquie - Espagne | 0-0   | Match amical                                               |
| 28 mars 2009     | Madrid   | Espagne - Turquie | 1-0   | (Qualification pour la Coupe du monde de football de 2010) |
| 1er avril 2009   | Istanbul | Turquie - Espagne | 1-2   | (Qualification pour la Coupe du monde de football de 2010) |
| 17 juin 2016     | Nice     | Espagne - Turquie | 3-0   | Euro 2016 (groupe D)                                       |

Bilan
- Total de matchs disputés : 11
- Victoires de l'équipe d'Espagne : 6
- Matchs nuls : 4
- Victoires de l'équipe de Turquie : 1

## U

### Ukraine
| Date              | Lieu    | Match             | Score | Compétition                                           |
| 29 mars 2003      | Kiev    | Ukraine - Espagne | 2-2   | Éliminatoires de l'Euro 2004                          |
| 10 septembre 2003 | Elche   | Espagne - Ukraine | 2-1   | Éliminatoires de l'Euro 2004                          |
| 14 juin 2006      | Leipzig | Espagne - Ukraine | 4-0   | Coupe du monde 2006 (groupe H)                        |
| 26 mars 2015      | Séville | Espagne - Ukraine | 1-0   | Éliminatoires du Championnat d'Europe 2016 (Groupe C) |
| 12 octobre 2015   |         | Ukraine - Espagne | 0-1   | Éliminatoires du Championnat d'Europe 2016 (Groupe C) |

Bilan
- Total de matchs disputés : 5
- Victoires de l'équipe d'Espagne : 4
- Victoires de l'équipe d'Ukraine : 0
- Matchs nuls : 1

### URSS
| Date            | Lieu                    | Match          | Score | Compétition                     |
| 21 juin 1964    | Madrid Espagne          | Espagne - URSS | 2-1   | Euro 1964 (finale)              |
| 30 mai 1971     | Moscou Union soviétique | URSS - Espagne | 2-1   | Qualifications pour l'Euro 1972 |
| 27 octobre 1971 | Séville Espagne         | Espagne - URSS | 0-0   | Qualifications pour l'Euro 1972 |
| 22 janvier 1986 | Las Palmas Espagne      | Espagne - URSS | 2-0   | amical                          |

Bilan
- Total de matchs disputés : 4
- Victoires de l'équipe d'Espagne : 2
- Victoires de l'équipe d'URSS : 1
- Matchs nuls : 1

### Uruguay
| Date             | Lieu               | Match             | Score | Compétition                              |
| 9 juillet 1950   | São Paulo Brésil   | Uruguay - Espagne | 2-2   | Coupe du monde 1950 (Poule finale)       |
| 23 juin 1966     | Corogne Espagne    | Espagne - Uruguay | 1-1   | Match amical                             |
| 23 mai 1972      | Madrid Espagne     | Espagne - Uruguay | 2-0   | Match amical                             |
| 24 mai 1978      | Montevideo Uruguay | Uruguay - Espagne | 0-0   | Match amical                             |
| 13 juin 1990     | Udine Italie       | Espagne - Uruguay | 0-0   | Coupe du monde 1990 (Groupe E)           |
| 4 septembre 1991 | Oviedo Espagne     | Espagne - Uruguay | 2-1   | Match amical                             |
| 18 janvier 1995  | Corogne Espagne    | Espagne - Uruguay | 2-2   | Match amical                             |
| 17 août 2005     | Gijón Espagne      | Espagne - Uruguay | 2-0   | Match amical                             |
| 6 février 2013   | Doha Qatar         | Espagne - Uruguay | 3-1   | Match amical                             |
| 16 juin 2013     | Recife Brésil      | Espagne - Uruguay | 2-1   | Coupe des confédérations 2013 (groupe B) |

- Total de matchs disputés : 10
- Victoires de l'équipe d'Espagne : 6
- Victoires de l'équipe d'Uruguay : 0
- Matchs nuls : 5
- Buts marqués par l'équipe d'Espagne : 16
- Buts marqués par l'équipe d'Uruguay : 8

## V

### Venezuela
| Date         | Lieu               | Match               | Score | Compétition |
| 28 juin 1981 | Caracas Venezuela  | Venezuela - Espagne | 0-2   | amical      |
| 18 août 2004 | Las Palmas Espagne | Espagne - Venezuela | 3-2   | amical      |

Bilan
- Total de matchs disputés : 2
- Victoires de l'équipe d'Espagne : 2
- Victoires de l'équipe du Venezuela : 0
- Matchs nuls : 0

## Y

### Yougoslavie
| Date         | Lieu    | Match                 | Score    | Compétition                      |
| 20 juin 1982 | Valence | Espagne - Yougoslavie | 2-1      | Coupe du monde 1982 (Groupe 5)   |
| 26 juin 1990 | Vérone  | Yougoslavie - Espagne | 2-1 a.p. | Coupe du monde 1990 (1/8 finale) |

Bilan
- Total de matchs disputés : 2
- Victoires de l'Équipe de Yougoslavie : 1
- Victoires de l'Équipe d'Espagne : 1
- Matchs nuls : 0